# Саада
Саада (араб. صعدة) — місто в Ємені. Розташоване у північно-західній частині країни, на висоті 1870 м над рівнем моря. Адміністративний центр  однойменної мухафази. Населення за даними перепису 2004 року становить 49 422 людини; дані на початок 2012 року повідомляють про населення 67 674 людини.
У стародавні часи місто було відоме як Карна (Κάρνα) — столиця Мінейської держави. Має давні традиції торгового міста, через Саада проходили караванні шляхи з півдня на територію сучасної Саудівської Аравії. З визначних пам'яток міста варто відзначити стару глиняну забудову, що включає будинки до 4 поверхів у висоту, а також міську стіну XVI століття, яка оточує старе місто. Цікава також мечеть Аль-Хаджі.